# 아이패드 미니 (1세대)
아이패드 미니(iPad mini)는 2012년 10월 23일 미국 새너제이 캘리포니아 시어터에서 아이패드 with 레티나 디스플레이와 같이 발표한 본래 스크린 크기인 9.7인치를 뒤집은 7.9인치 iOS 태블릿 컴퓨터로, 2012년 11월 2일 1차 출시국에서 출시되었다.

## 색상
- 블랙 & 슬레이트
- 화이트 & 실버
- 스페이스 그레이
- 실버
- 대한민국의 애플 온라인 스토어에서 용량을 전량 16GB로 바꾸고 판매가격을 조정한 아이패드 미니 1세대 제품들의 경우에 스페이스 그레이 색상이 새로 추가되었다.

## 경쟁 기종
- 구글 넥서스 7
- 아마존닷컴 킨들 파이어 HD

## 같이 보기
- 아이패드
- 아이패드 2
- 아이패드 (3세대)
- 아이패드 (4세대)
- 아이폰 5
- 아이패드 미니 레티나 디스플레이
- 아이패드 에어